# Тулдила
Тулдила (Tuldila; 457/458) је један од владара Хуна, који је после смрти Атиле и распада Хунског царства владао делом од преосталих племена Хуна. Његово име је забележио Габаин (Gabain) и то у контексту вође Хуна у армији Мајоријана (Iulius Valerius Maiorianus) који је био цар Западног римског царства у периоду од новембра 457. године до 7. августа 461. године. 